# Дом Пашковых
Дом Пашковых (особняк Левашова) — памятник архитектуры. Расположен в Санкт-Петербурге, современный адрес дома — набережная реки Фонтанки, 18.
Трёхэтажный жилой дом построен в конце 1780-х годов. Фасад сохранился без значительных изменений. Он украшен портиком из четырёх колонн коринфского ордера с треугольным фронтоном. В здании сохранилась часть отделки первой четверти XIX века — наборные паркеты, лепные карнизы. Двор — неправильный многоугольник. За домом в XVIII-начале XIX веков был сад, в 1911 году во дворе был построен шестиэтажный флигель.
Автор дома не установлен. На 1822 год дом принадлежал то ли супруге обер-гофмейстера В. А. Пашкова, то ли ему самому. Дочь Пашковых Евдокия Васильевна стала второй женой Василия Васильевича Левашева. В 1867—1868 году в доме жил губернатор Н. В. Левашов (Левашев), их сын. Ему наследовала жена, Ольга Викторовна Левашева, после её смерти владелицей дома стала дочь, Екатерина Владимировна, жена Константина Ивановича Ксидо, участника русско-японской войны.
После русско-японской войны в здании был Кружок защитников Порт-Артура, объединявший артурцев, оказывавший им взаимопомощь и собиравший материалы для музея обороны Порт-Артура. В 1892—1897 годах в доме жил П. Ф. Лесгафт. В начале XX века в доме находилась редакция ежедневной газеты «Вестник полиции», также с домом был связан журнал «Русская старина». Тогда же там жил К. С. Бобровский (построивший дом 15 по Фонтанке). До революции в здании также было общество молодых художников «Товарищество независимых», с 1920х годов в доме находилось Строительное бюро «Волховстройэлектроток».
С конца лета 1921 года в доме вместе с подругой, Ольгой Афанасьевной Глебовой-Судейкиной, поселилась Анна Ахматова. С 1965 года в доме расположен диспансер (врачебно-физкультурный, противотуберкулезный), с 1970 года — детская художественная школа.

## Галерея

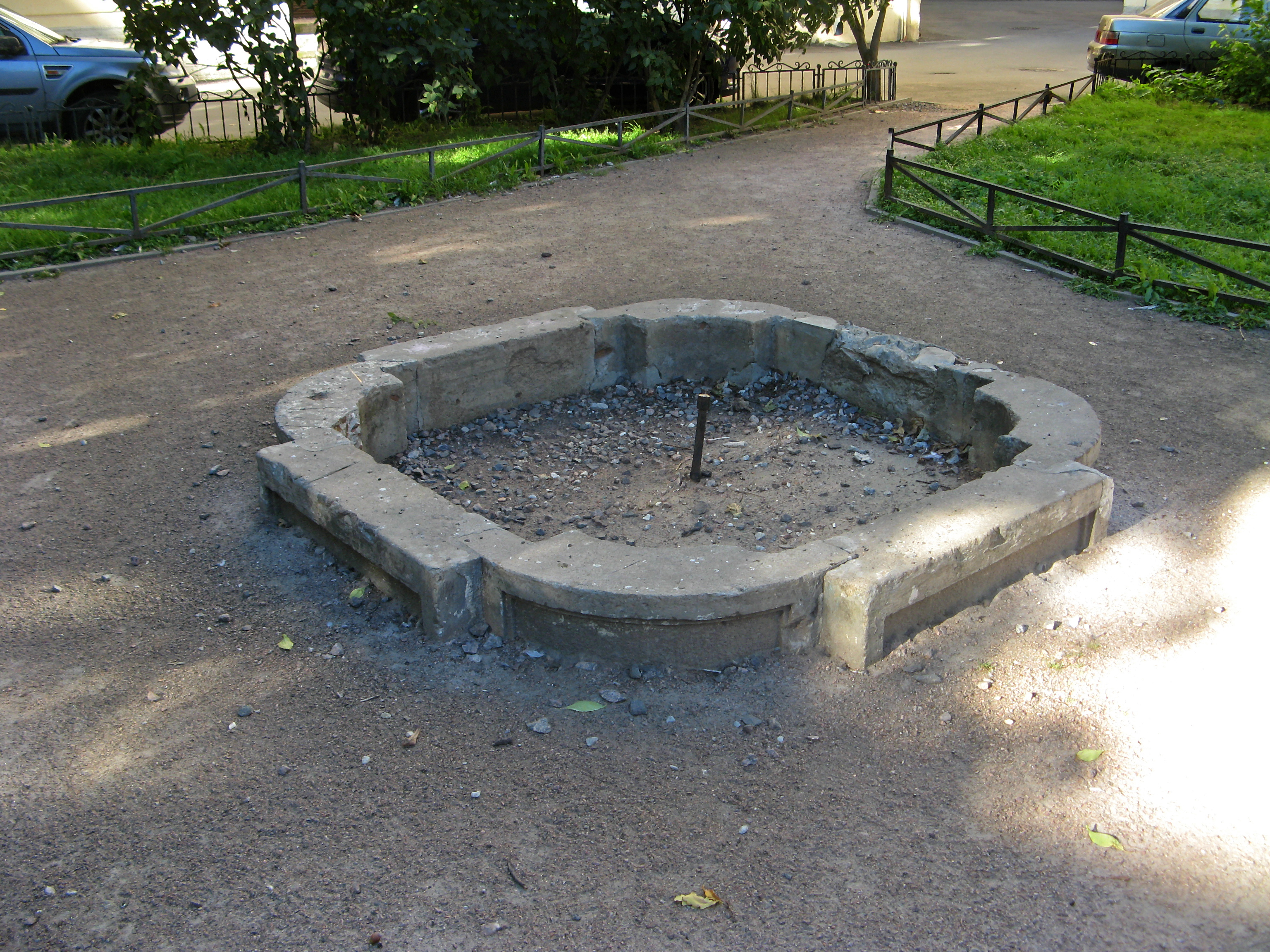
Дворовый фонтан
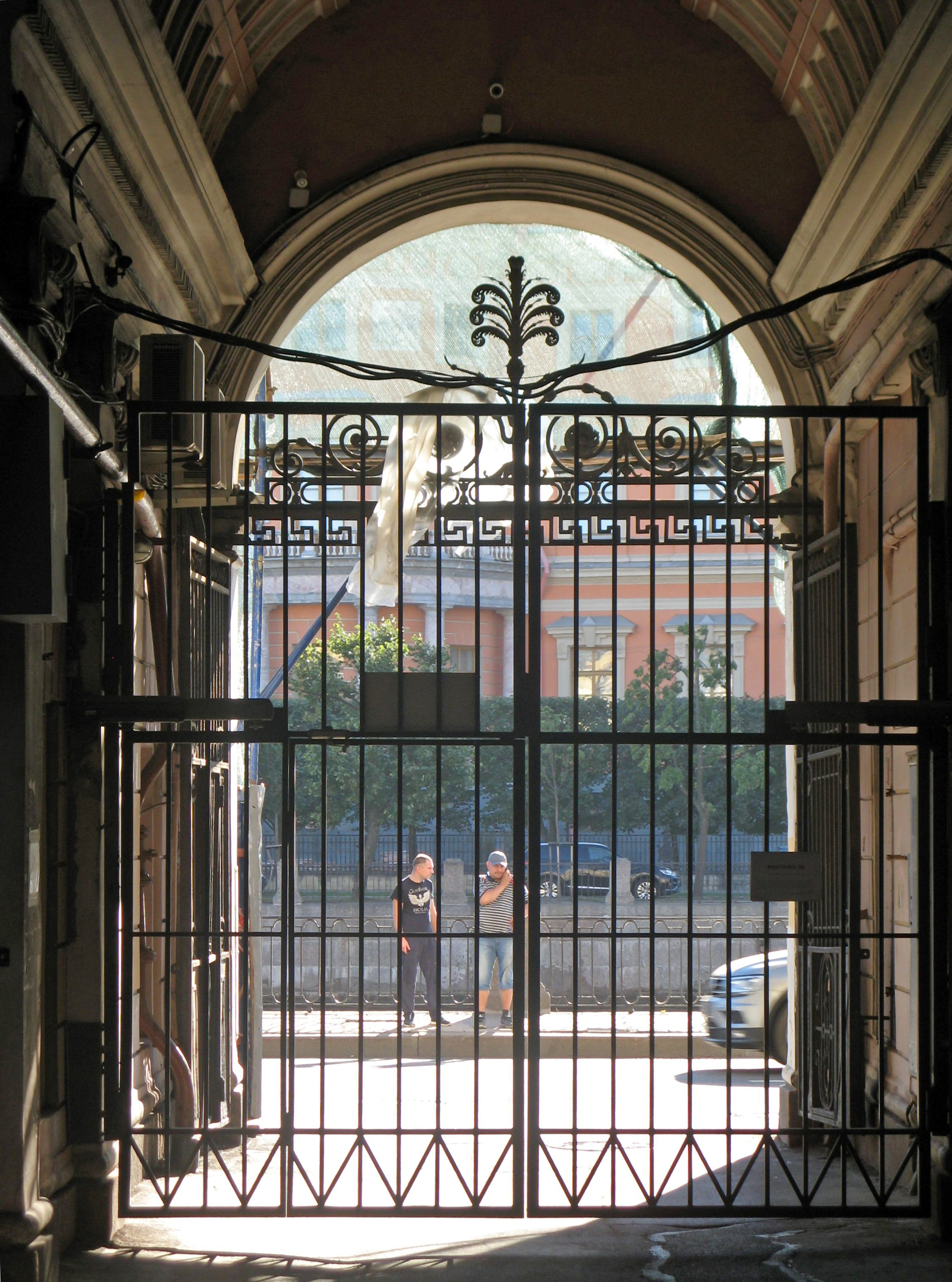
Ворота дома
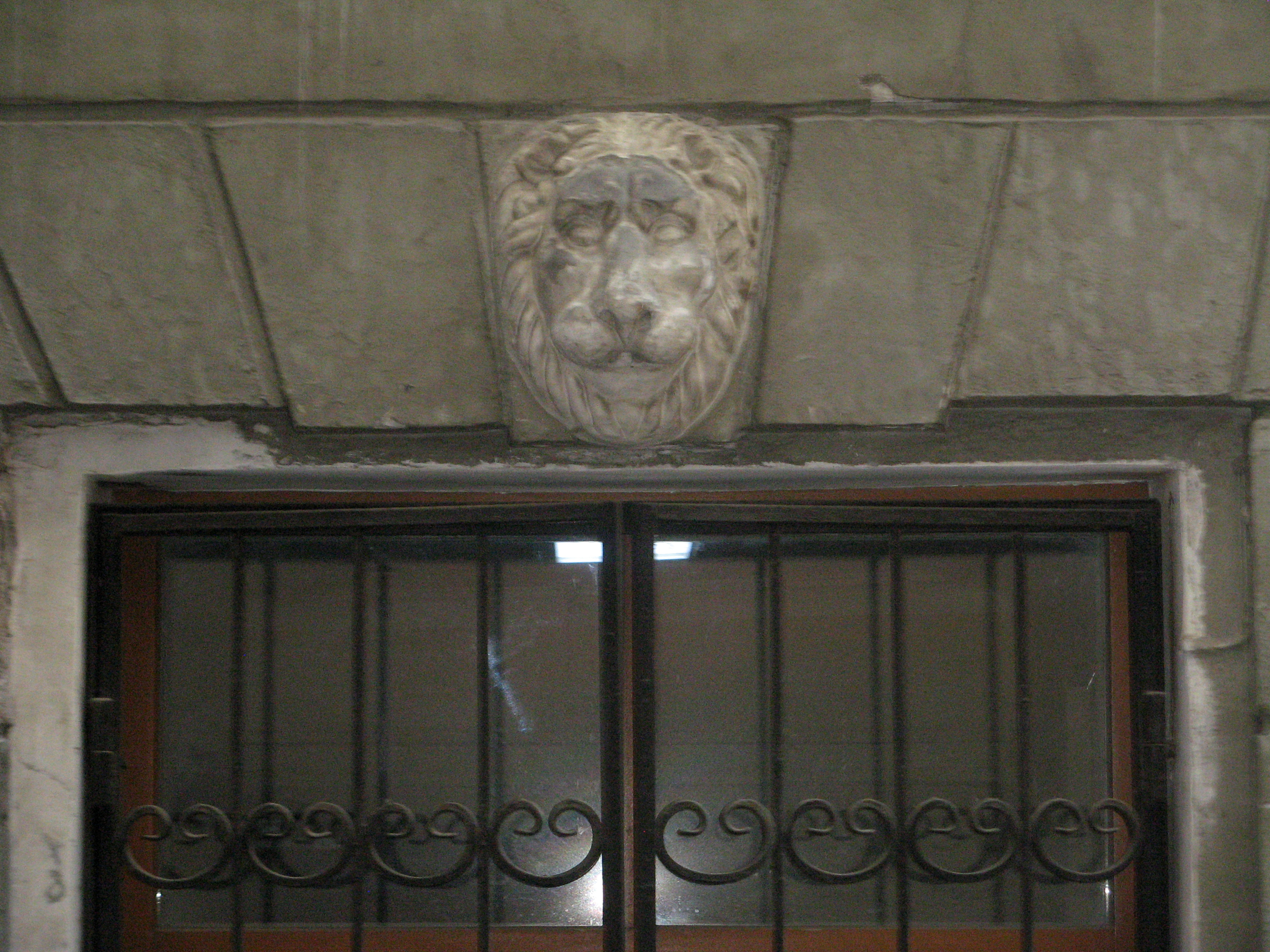
Маскарон в арке
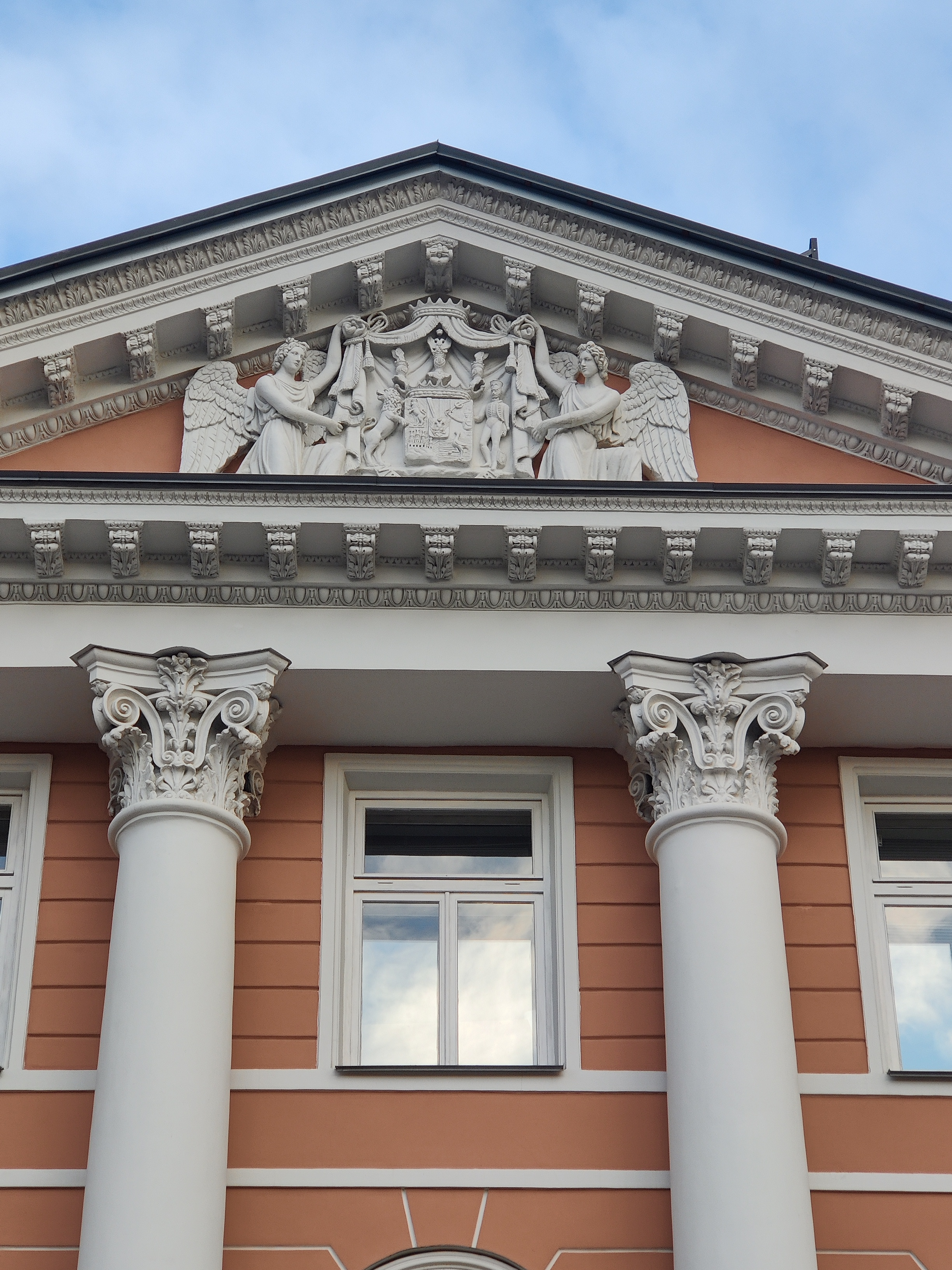
Фронтон